# Баймурзино (Баймакский район)
Байму́рзино (баш. Баймырҙа) — деревня в составе Биляловского сельсовета Баймакского района Республики Башкортостан России.

## Географическое положение
Находится на правом берегу реки Сакмары.
Расстояние до:
- районного центра (Баймак): 82 км,
- центра сельсовета (Билялово): 12 км,
- ближайшей железнодорожной станции (Сибай): 123 км.

## Население
| 2002 | 2009 | 2010 |
| ---- | ---- | ---- |
| 23   | →23  | ↘20  |

Национальный состав
Согласно переписи 2002 года, преобладающая национальность — башкиры (100 %).

## История
В 1960 году населённый пункт переведен из Абзелиловского района в Баймакский, согласно указу Президиума Верховного Совета Башкирской АССР от 27 июня 1960 г. № 36-2/78 «О передаче Биляловского сельсовета Абзелиловского района в состав Баймакского района». Он гласил:
«Передать Биляловский сельсовет Абзелиловского района в составе населенных пунктов Баймурзино, Билялово, Верхне-Тагирово, Кипчаково, Нижне-Тагирово, Куль-Идель, Семяновка, Умитбаево и пос. фермы Суванякского совхоза в состав Баймакского района» (текст по справочнику «История административно-территориального деления Республики Башкортостан (1708—2001). Сборник документов и материалов», Уфа: Китап, 2003. — 536 с. С.308).